# Silfverschiöld
Silfverschiöld (skrives også Silfverskiöld) er en svensk adelsslægt, der omfatter både baroner (slægt nummer 283) og adel uden titel (slægt nummer 1073).

## Slægten Hylta eller Hyltenius
Slægten stammer fra husmanden (torparen) Jöns i Hylta i Småland, der levede i anden halvdel af det 16. århundrede.
Sønnen Andreas Jonae (1598-1666) tog efternavnet Hyltenius.
Hans efterkommere brugte efternavnene Hyltenius, Hyltén, Hylthén og von Hylthéen.
Andreas Jonae Hyltenius var sognepræst (kyrkoherde) i Ölmstads sogn ved Jönköping i Småland.
Han blev også rigsdagsmand.

## Adlet i 1686
Nils Silfverskiöld (oprindeligt Nils Hyltenius) (1635–1702) var søn af Andreas Jonae Hyltenius. Han var professor i jura (svensk og romersk ret) på Lunds Universitet. Han blev adlet i 1686 som slægt nummer 1073 på Riddarhuset og med navnet Silfverskiöld.

## Friherrer fra 1771
Nils Silfverskiölds sønnesøn Arvid Silfversköld var landshøvding i Halland og præsident i Göta hovrätt. Han var gift med grevinde Ulrika Magdalena von Seth, hvis mor tilhørte adelsslægten Gripenstedt. Arvid Silfversköld blev friherre (baron) i 1771 med navnet Silfverschiöld og med slægtsnummeret 283.

## Kobergs slot
Siden 1776 har Koberg slot ved Trollhättan i Västergötland været hovedsæde for slægten Silfverschiöld. Baronerne har også ejet godser i Skåne og Småland.
Niclas Sahlgren (1701 – 1776) købte Koberg slot i 1758. Det er ham, der har lagt navn til Sahlgrenska Sjukhuset i Göteborg.
Efter Niclas Sahlgrens død i 1776 gik Koberg slot i arv til hans datterdatter Anna Margareta Alströmer. Hun var gift med Nils Silfverschiöld (1753 – 1813), der var søn af Arvid Silfversköld.
Ifølge botanikeren Carl von Linné (1707 – 1778) er Koberg slot opkaldt efter Veste Coburg , der er ét af Tysklands største borganlæg.
Slottets nuværende ejere er friherre Nils August Otto Carl Niclas Silfverschiöld (født 31. maj 1934 på Koberg slot) og prinsesse Désirée, baronesse Silfverschiöld (født 1938 på Haga slott).
Prinsesse Désirée er søster til kong Carl 16. Gustav af Sverige. Deres forældre (prinsesse Sibylla af Sachsen-Coburg og Gotha og arveprins Gustav Adolf af Sverige) blev gift på Veste Coburg i 1932.

## Kendte medlemmer af slægten
Lægen og gymnasten Nils Silfverskiöld (1888–1957) deltog i Sommer-OL 1912 i Stockholm, hvor han var med til at vinde guld til Sverige.